# Sofala (stad)

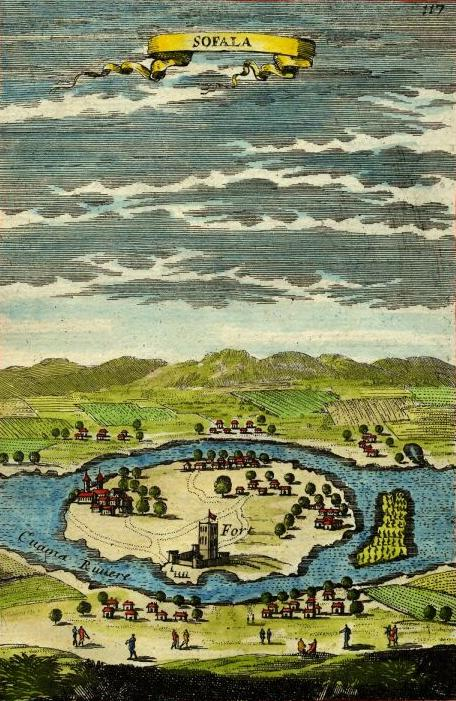
Sofala år 1683, skiss av Mallet.

Sofala var en historisk stad som låg vid Sofalabanken i provinsen Sofala i Mozambique. Den har kallats för södra Afrikas första hamnstad. Staden Sofala omnämns på 900-talet, då den användes av sultanatet Mogadishu i dess handel med guld från Kungariket Mutapa i inlandet, och staden var en viktig knutpunkt för guldhandeln under medeltiden. Den erövrades 1505 av portugiserna som byggde ett fort där, men övergavs när Portugal erövrade Mocambique, som de föredrog av klimatmässiga skäl, och Sofala förlorade sedan sin betydelse.